# 火车票实名制
火车票实名制是指每个火车站售票点、代售处对购票的乘客实行实名登记。此制度見於部分國家如中國大陸、印度、俄罗斯、古巴等。也有许多国家法律允许匿名。
值得留意的是，世界各地很多铁路公司的月票和期票（含铁路周游券例如JR Pass、Eurail Global Pass、Amtrak Pass等），不少使用实名制政策。

## 中国大陸和香港

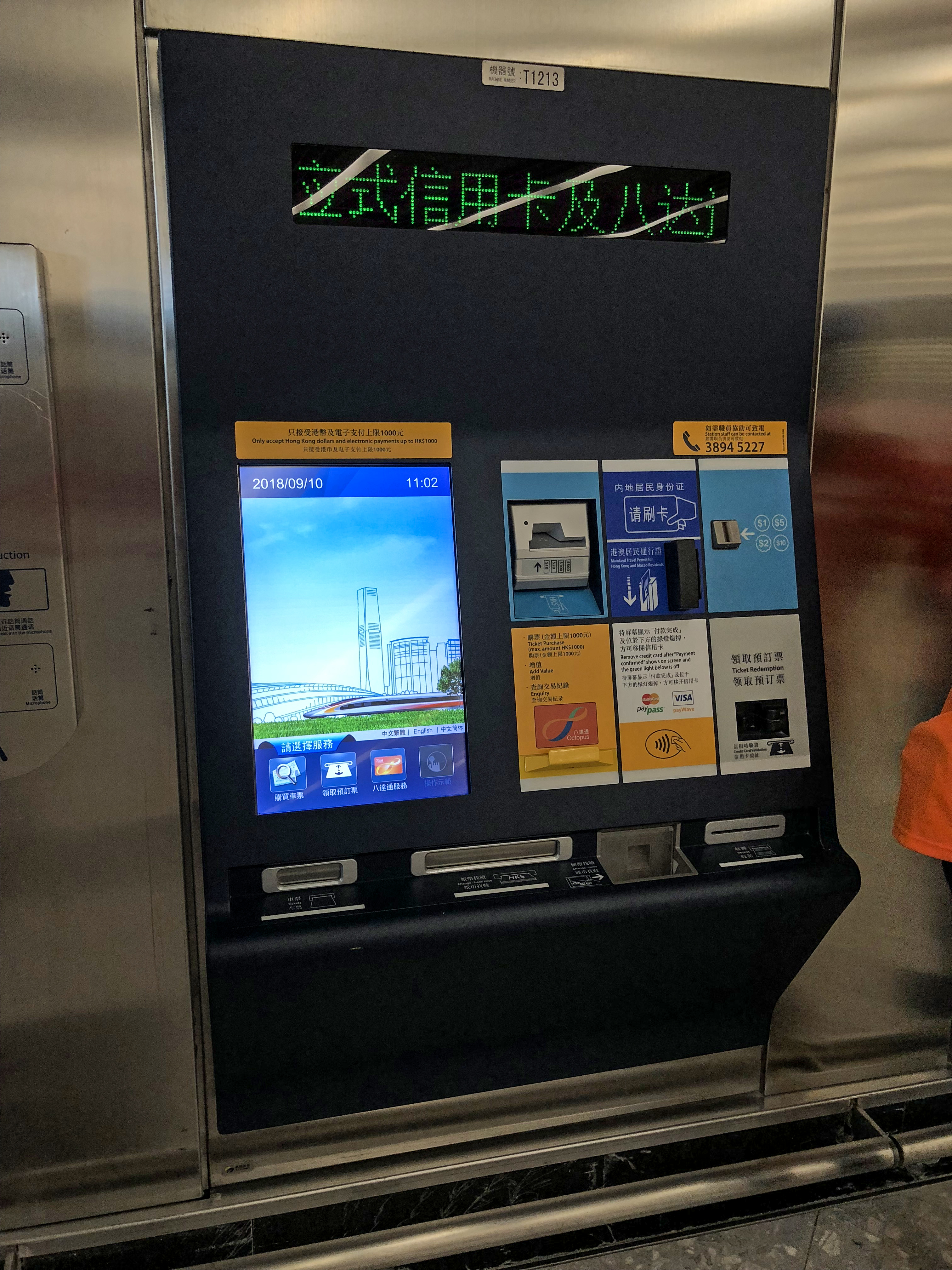
香港西九龙站的旧款港铁自动售票机，支持使用中国内地居民身份证和港澳居民通行证

由于中国大陆每年春运期间，大量乘客无票可买，而不得已向黄牛购买高价车票。而实名制可以有效地打击倒票行为。虽然实名制不能从根本上解决中国铁路“一票难求”，但可以使火车票更加公平的出售。民间对火车票实名制的呼声已有多年。一方面大部分火车票代售点及火车站售票处参与秘密或半公开地倒票；另外一方面，实行实名制需要更新工作程序，增加管理成本，因此铁道部门并不能从实名制中获取任何好处，所以铁道部考慮到本身利益不同意实行实名制。
2011年6月，中国铁路的动车组车票（G字头、C字头、D字头）已全面实行实名制。
2012年1月起，中国铁路客运除部分铁路局管内非动车组列车（如成都铁路局往来成都和江油，经停广汉、德阳、罗江、绵阳的城际列车、沈阳铁路局往来大连-旅顺、大连-庄河的普通客车）,以及极个别公交化运营的线路（如北京S2线列车、上海金山城际列车）以外全面实行实名制，旅客必须凭有效身份证件购票、乘车。

## 臺灣
2016年6月起，臺灣鐵路管理局（臺鐵）於連續假期期間，部分實施火車票實名制，限中華民國國民身分證字號為U（花蓮縣）跟V（臺東縣）開頭者使用，首次實施範圍為端午節連續假期中的2班東部幹線普悠瑪號彩繪列車，

## 俄罗斯
俄羅斯長途旅客列車實行火車票實名制，這是從前蘇聯時期就開始實行並流傳下來的公民出行身份管理的一項傳統，旅客需要憑有效身份證件購買車票，國內居民需要憑身份證購票，外國旅客需憑個人護照購票，並在上車時需要核對有關身份證件。

## 古巴
古巴铁路对长途旅客列车（Trenes Nacionales，跨省且等级较高列车）实行实名制。本国国民凭身份证以古巴比索购买车票，未成年人用未成年身份证购票，外国游客凭护照以可兑换比索购买车票，在古外国留学生、定居古巴的外国侨民可凭外国人在古居留证（Carné de Identidad para Extranjeros）以古巴比索购买车票。票面上会标明车次、日期、席别、旅客全名、证件号码。进站时检票员会核对乘车人证件以及车票上的证件信息，如不符不得上车。古巴长途汽车公路客运（ASTRO及VIAZUL）亦采用此种管理方法。而对短途列车如省内列车（Trenes Municipales）、等级较低停站较多的省际列车（Trenes Interproviciales），因运力相对充足，可满足运输需求，则不采用实名制，一般为开车前即时售票或车上售票的方式。

## 实名制的弊端和作用
火车票实名制的弊端是有泄露个人信息的可能，损害公民权益。火车票实名制的弊端还有与不实名制相比，会影响购票效率和进站速度。但是这也有利于车票挂失。
此外，亦有人认为，实名制车票保障乘客的购票权利，特别是对长途火车乘客有充分的保障，尤其是在保险上，因为基于有乘客姓名，容易记录当事人的资料，当遇上突发事故时，火车公司或保险公司更容易联络当事人，然而对他作出赔偿；另外实名制车票亦可防止犯罪产生起作用。